# Callopistria albolineola
Callopistria albolineola är en fjärilsart som beskrevs av Ludwig Carl Friedrich Graeser 1888. Callopistria albolineola ingår i släktet Callopistria och familjen nattflyn. Inga underarter finns listade i Catalogue of Life.